# Гольс
Гольс (нім. Gols) — громада округу Нойзідль-ам-Зее у землі Бургенланд, Австрія.
Гольс лежить на висоті  130 м над рівнем моря і займає площу  42,23 км². Громада налічує 3734 мешканців. 
Густота населення 88/км².  
|                                |
| Гольс на мапі округу та землі. |

 Адреса управління громади:  7122 Gols. 

## Демографія
Історична динаміка населення міста за даними сайту Statistik Austria

## Виноски
1. ↑  Dauersiedlungsraum der Gemeinden Politischen Bezirke und Bundesländer - Gebietsstand 1.1.2018 — Статистичне управління Австрії.
2. ↑  Einwohnerzahl 1.1.2018 nach Gemeinden mit Status, Gebietsstand 1.1.2018 — Статистичне управління Австрії.
3. ↑  www.gols.at. Архів оригіналу за 17 травня 2014. Процитовано 19 травня 2021.
4. ↑  Gemeindedaten von Gols. Архів оригіналу за 29 вересня 2007. Процитовано 20 жовтня 2013.

| Австрія | Це незавершена стаття з географії Австрії. Ви можете допомогти проєкту, виправивши або дописавши її. |